# Homoneura guizhouensis
Homoneura guizhouensis är en tvåvingeart som beskrevs av Gao och Yang 2002. Homoneura guizhouensis ingår i släktet Homoneura och familjen lövflugor. Inga underarter finns listade i Catalogue of Life.